# Dipartimento di Gossas
Il dipartimento di Gossas (fr. Département de Gossas) è un dipartimento del Senegal, appartenente alla regione di Fatick. Il capoluogo è la cittadina di Gossas.
Il dipartimento si estende nella parte interna della regione, al confine con le regioni di Kaffrine, Diourbel e Kaolack.
Il dipartimento di Gossas comprende un comune (Gossas, il capoluogo) e due arrondissement (Ouadiour e Colobane), a loro volta suddivisi in 5 comunità rurali.